# Реактиметр
Реактиметр — прибор (измерительный комплекс), фиксирующий изменение потока нейтронов (нейтронной мощности) с помощью датчиков, расположенных внутри или вне активной зоны, и производящий первичную обработку сигнала с целью получения измеренной реактивности ядерного реактора по заранее известному закону или алгоритму.

## Применение
Реактиметр применяется для измерений реактивности и нейтронно-физических характеристик энергетических реакторов атомных электростанций, реакторных установок атомного ледокольного флота, исследовательских реакторов и критических сборок в процессе их пуска и эксплуатации.